# مخاط

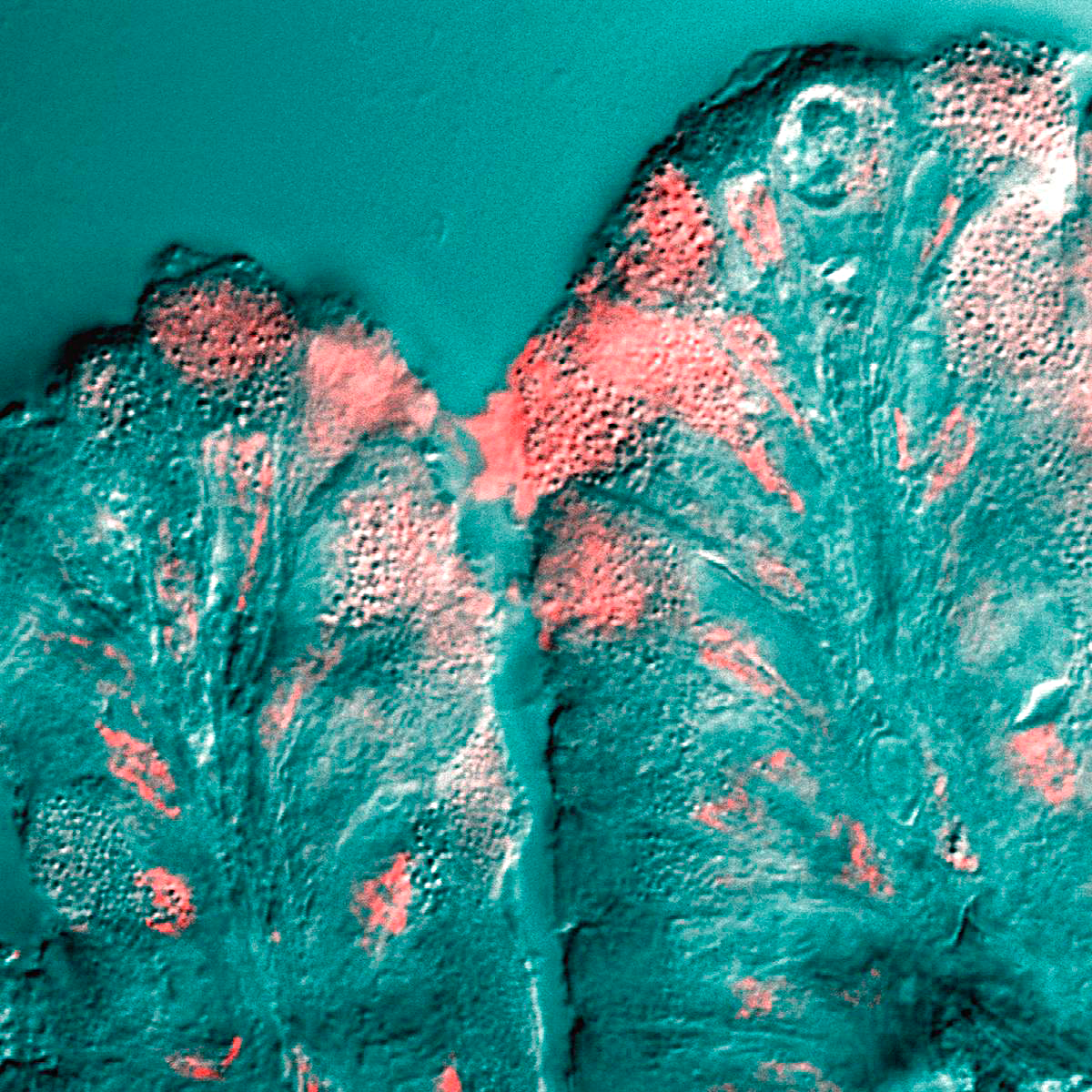
خلايا المخاط

المخاط (الاسم العلمي: Mucus) هو إفراز زلِق ينتجه الغشاء المخاطي عند الفقاريات ويُغَطّى به. المخاط غرواني لزِج يتضمن إنزيمات مطهرة (مثل ليزوزيم (بالإنجليزية: Lysozyme)‏)، وبروتينات مثل لاكتوفيرين، وبروتينات سكرية تعرف بالميوسين تنتجها الخلايا الكأسية (بالإنجليزية: goblet cells)‏ في الغشاء الخلوي للمخاط والغدد تحت المخاطية، جسم مضاد، والأملاح غير العضوية. يساعد هذا المخاط على حماية الظهارة في جهاز التنفس وجهاز الهضم والأعضاء الجنسية، والجهاز البصري والسمعي في الثدييات، والبشرة في البرمائيات، والخياشيم في السمك. من وظائف المخاط الرئيسية الحماية من العدوى من الفطر والبكتيريا. ينتج جسم الإنسان ما معدله لترٌ من المخاط يوميا.
الحلزونات والبزاقات وغيرها من اللافقاريات تنتج أيضًا مخاطًا خارجيًّا. فبالإضافة إلى دوره في الحماية من العدوى فإنه يوفر الحماية من الذيفانات التي تنتجها المفترسات، وتساعد على الحركة، وقد تلعب دورا في الاتصال.